# 李成仁 (1938年)
李成仁（1938年11月3日—2021年3月27日），男，辽宁沈阳人，中华人民共和国政治人物。曾任中共中央对外联络部副部长。

## 生平
1959年至1960年，在北京外国语学院留苏预备部学习。1961年进入北京大学东方语言系学习。1965年毕业，同年7月加入中国共产党，进入中国社会科学院西亚非洲研究所工作，担任实习研究员。1969年至1973年，在中共中央对外联络部五七干校劳动。1976年至1978年，任中国援建南也门公路技术组翻译。1978年，任中共中央对外联络部西亚非洲研究所研究室主任。1980年12月起，历任中共中央对外联络部三局副处长、处长、副局长。1985年5月，任中华人民共和国驻阿拉伯也门共和国特命全权大使。1986年12月回国，任中共中央对外联络部副秘书长兼二局局长。1988年6月，任中共中央对外联络部副部长兼机关党委书记。1992年10月担任中国共产党第十四次全国代表大会代表，并当选为第十四届中央纪律检查委员会委员。1997年9月在中国共产党第十五次全国代表大会当选第十五届中央纪律检查委员会委员。2000年9月，任中国国际交流协会副会长。2001年12月，任中国阿拉伯友好协会副会长。2021年3月27日在北京逝世。